# NGC 1806
NGC 1806 је расејано звездано јато у сазвежђу Златна риба које се налази на NGC листи објеката дубоког неба.
Деклинација објекта је - 67° 59' 2" а ректасцензија 5h 2m 11,4s. Привидна величина (магнитуда) објекта NGC 1806 износи 10,6, а фотографска магнитуда 11,1. NGC 1806 је још познат и под ознакама ESO 56-SC47.